# Светско првенство у хокеју на леду 1938.
Светско првенство у хокеју на леду 1938. било је 12. по реду такмичењу за наслов титуле светског првака у хокеју на леду одрганизовано под окриљем Светске хокејашке федерације (ИИХФ). Турнир се одржавао од 11. до 20. фебруара 1938. у престоници Чехословачке Прагу. Био је то тек 2. пут да је Чехословачка организовала турнир за светско првенство у хокеју на леду.
ИИХФ је у оквиру првенства прослављала тридесету годишњицу од оснивања, а са тим у вези објављен је посебан билтен пре ком је Чехословачка била на првом месту у Европи по броју хокејашких клубова (361 клуб), док је Велика Британија имала највише вештачких ледених терена (21 клизаилиште).
На првенству је учестовало 14 екипа, а само такмичење одвијало се у три фазе. У првој фази све екипе су биле подељене у три групе (две са по 5 и једну са 4 екипе), а пласман у другу рунду оствариле су по три првопласиране екипе из сваке групе. У другој фази екипе су биле подељене у три групе с по три тима, а пласман у полуфинале остварили су победници група и најбоља другопласирана селекција.
Титулу светског првака са успехом је одбранила селекција Канаде која је у финалу победила Велику Британију резултатом 3:1. Канађанима је то била укупно 10. титула светских првака, док су Британци као најбоље пласирана европска селекција освојили титулу европског првака (укупно четврту). Треће место освојила је селекција Чехословачке која је победила Немачку резултатом 3:0. Репрезентацију Канаде на овом првенству чинили су играчи екипе Садбери вулвси из Садберија у Онтарију.
На првенству је одиграно укупно 40 утакмица, постигнуто је 159 голова, или 3,98 голова по мечу.

## Учесници турнира
На првенству је учестовало 14 екипа, а по први пут на светским првенствима заиграла је селекција Литваније.
| - Канада - Швајцарска - Сједињене Државе - Шведска - Мађарска | - Литванија - Норвешка - Пољска - Немачка - Чехословачка | - Румунија - Аустрија - Велика Британија - Летонија |

## Прва фаза
У прелиминарној фази такмичења екипе су подељене у три групе, две групе са по 5 и једну са 4 тима. Играло се по лигашком систему, а пласман у даље такмичење оствариле су по три првопласиране селекције из све три групе.

### Група А
| #  | Репрезентација | Ут | П | Нер | И | ГД | ГП | ГР  | Бод |
| -- | -------------- | -- | - | --- | - | -- | -- | --- | --- |
| 1. | Швајцарска     | 4  | 4 | 0   | 0 | 31 | 2  | +29 | 8   |
| 2. | Пољска         | 4  | 3 | 0   | 1 | 15 | 8  | +7  | 6   |
| 3. | Мађарска       | 4  | 2 | 0   | 2 | 13 | 6  | +7  | 4   |
| 4. | Литванија      | 4  | 1 | 0   | 3 | 3  | 33 | -30 | 2   |
| 5. | Румунија       | 4  | 0 | 0   | 4 | 2  | 15 | -13 | 0   |

| 11. фебруар 1938. | Праг | Швајцарска | 1 : 0  | Мађарска  |  | (0:0, 1:0, 0:0) |
| 11. фебруар 1938. | Праг | Литванија  | 1 : 0  | Румунија  |  | (0:0, 0:0, 1:0) |
|                   |      |            |        |           |  |                 |
| 12. фебруар 1938. | Праг | Швајцарска | 8 : 1  | Румунија  |  | (2:0, 1:1, 5:0) |
| 12. фебруар 1938. | Праг | Пољска     | 8 : 1  | Литванија |  | (4:0, 3:0, 1:1) |
|                   |      |            |        |           |  |                 |
| 13. фебруар 1938. | Праг | Пољска     | 3 : 0  | Румунија  |  | (1:0, 2:0, 0:0) |
| 13. фебруар 1938. | Праг | Мађарска   | 10 : 1 | Литванија |  | (2:0, 4:0, 4:1) |
|                   |      |            |        |           |  |                 |
| 14. фебруар 1938. | Праг | Швајцарска | 15 : 0 | Литванија |  | (9:0, 2:0, 4:0) |
| 14. фебруар 1938. | Праг | Пољска     | 3 : 0  | Мађарска  |  | (1:0, 1:0, 1:0) |
|                   |      |            |        |           |  |                 |
| 15. фебруар 1938. | Праг | Швајцарска | 7 : 1  | Пољска    |  | (3:0, 1:0, 3:1) |
| 15. фебруар 1938. | Праг | Мађарска   | 3 : 1  | Румунија  |  | (1:1, 1:0, 1:0) |

### Група Б
| #  | Репрезентација   | Ут | П | Нер | И | ГД | ГП | ГР  | Бод |
| -- | ---------------- | -- | - | --- | - | -- | -- | --- | --- |
| 1. | Велика Британија | 4  | 3 | 1   | 0 | 15 | 2  | +13 | 7   |
| 2. | Сједињене Државе | 4  | 3 | 1   | 0 | 10 | 2  | +8  | 7   |
| 3. | Немачка          | 4  | 2 | 0   | 2 | 9  | 2  | +7  | 4   |
| 4. | Летонија         | 4  | 1 | 0   | 3 | 4  | 8  | -4  | 2   |
| 5. | Норвешка         | 4  | 0 | 0   | 4 | 2  | 26 | -24 | 0   |

| 11. фебруар 1938. | Праг | Летонија         | 3 : 1 (про) | Норвешка         |  | (1:0, 0:1, 0:0; 2:0)           |
| 11. фебруар 1938. | Праг | Велика Британија | 1 : 0       | Немачка          |  | (0:0, 1:0, 0:0)                |
|                   |      |                  |             |                  |  |                                |
| 12. фебруар 1938. | Праг | Велика Британија | 8 : 0       | Норвешка         |  | (2:0, 1:0, 5:0)                |
| 12. фебруар 1938. | Праг | Сједињене Државе | 1 : 0       | Летонија         |  | (0:0, 1:0, 0:0)                |
|                   |      |                  |             |                  |  |                                |
| 13. фебруар 1938. | Праг | Сједињене Државе | 7 : 1       | Норвешка         |  | (3:0, 4:0, 0:1)                |
| 13. фебруар 1938. | Праг | Немачка          | 1 : 0       | Летонија         |  | (0:0, 1:0, 0:0)                |
|                   |      |                  |             |                  |  |                                |
| 14. фебруар 1938. | Праг | Велика Британија | 5 : 1       | Летонија         |  | (1:0, 2:0, 2:1)                |
| 14. фебруар 1938. | Праг | Сједињене Државе | 1 : 0       | Немачка          |  | (1:0, 0:0, 0:0)                |
|                   |      |                  |             |                  |  |                                |
| 15. фебруар 1938. | Праг | Немачка          | 8 : 0       | Норвешка         |  | (2:0, 1:0, 5:0)                |
| 15. фебруар 1938. | Праг | Велика Британија | 1 : 1       | Сједињене Државе |  | (0:0, 0:0, 1:1; 0:0, 0:0, 0:0) |

### Група Ц
| #  | Репрезентација | Ут | П | Нер | И | ГД | ГП | ГР | Бод |
| -- | -------------- | -- | - | --- | - | -- | -- | -- | --- |
| 1. | Канада         | 3  | 3 | 0   | 0 | 9  | 2  | +7 | 6   |
| 2. | Чехословачка   | 3  | 1 | 1   | 1 | 1  | 3  | -2 | 3   |
| 3. | Шведска        | 3  | 0 | 2   | 1 | 3  | 4  | -1 | 2   |
| 4. | Аустрија       | 3  | 0 | 1   | 2 | 1  | 5  | -4 | 1   |

| 11. фебруар 1938. | Праг | Канада       | 3 : 2 | Шведска  |  | (1:0, 1:2, 1:0)                |
| 11. фебруар 1938. | Праг | Чехословачка | 1 : 0 | Аустрија |  | (0:0, 0:0, 1:0)                |
|                   |      |              |       |          |  |                                |
| 12. фебруар 1938. | Праг | Чехословачка | 0 : 0 | Шведска  |  | (0:0, 0:0, 0:0; 0:0, 0:0, 0:0) |
| 12. фебруар 1938. | Праг | Канада       | 3 : 0 | Аустрија |  | (1:0, 1:0, 1:0)                |
|                   |      |              |       |          |  |                                |
| 13. фебруар 1938. | Праг | Шведска      | 1 : 1 | Аустрија |  | (0:1, 1:0, 0:0; 0:0, 0:0, 0:0) |
| 13. фебруар 1938. | Праг | Чехословачка | 0 : 3 | Канада   |  | (0:2, 0:0, 0:1)                |

## Друга фаза
У другој фази учестовало је 9 екипа међусобно подељених у три групе са по три тима. Играло се по логашком систему, а пласман у полуфинале остварили су победници група и најбоља другопласирана селекција. Занимљиво је да су све три другопласиране селекције имале идентичан број бодова, али је Организациони одбор првенства место у полуфиналу доделио селекцији Немачке уз образложење да су били у групи са, у то време неприкосновеним Канађанима.

### Група А
| #  | Репрезентација   | Ут | П | Нер | И | ГД | ГП | ГР | Бод |
| -- | ---------------- | -- | - | --- | - | -- | -- | -- | --- |
| 1. | Чехословачка     | 2  | 2 | 0   | 0 | 5  | 2  | +3 | 4   |
| 2. | Швајцарска       | 2  | 1 | 0   | 1 | 3  | 3  | 0  | 2   |
| 3. | Сједињене Државе | 2  | 0 | 0   | 3 | 0  | 3  | -3 | 0   |

| 16. фебруар 1938. | Праг | Чехословачка | 2 : 0       | Сједињене Државе |  | (0:0, 1:0, 1:0)      |
|                   |      |              |             |                  |  |                      |
| 17. фебруар 1938. | Праг | Швајцарска   | 1 : 0       | Сједињене Државе |  | (0:0, 0:0, 1:0)      |
|                   |      |              |             |                  |  |                      |
| 18. фебруар 1938. | Праг | Чехословачка | 3 : 2 (про) | Швајцарска       |  | (0:1, 1:0, 0:0; 2:1) |

### Група Б
| #  | Репрезентација   | Ут | П | Нер | И | ГД | ГП | ГР | Бод |
| -- | ---------------- | -- | - | --- | - | -- | -- | -- | --- |
| 1. | Велика Британија | 2  | 2 | 0   | 0 | 10 | 3  | +7 | 4   |
| 2. | Шведска          | 2  | 1 | 0   | 1 | 3  | 3  | 0  | 2   |
| 3. | Пољска           | 2  | 0 | 0   | 2 | 1  | 8  | -7 | 0   |

| 16. фебруар 1938. | Праг | Велика Британија | 3 : 2 | Шведска |  | (0:0, 1:1, 2:1) |
|                   |      |                  |       |         |  |                 |
| 17. фебруар 1938. | Праг | Шведска          | 1 : 0 | Пољска  |  | (0:0, 0:0, 1:0) |
|                   |      |                  |       |         |  |                 |
| 18. фебруар 1938. | Праг | Велика Британија | 7 : 1 | Пољска  |  | (3:1, 4:0, 0:0) |

### Група Ц
| #  | Репрезентација | Ут | П | Нер | И | ГД | ГП | ГР | Бод |
| -- | -------------- | -- | - | --- | - | -- | -- | -- | --- |
| 1. | Канада         | 2  | 1 | 1   | 0 | 4  | 3  | +1 | 3   |
| 2. | Немачка        | 2  | 1 | 0   | 1 | 3  | 3  | 0  | 2   |
| 3. | Мађарска       | 2  | 0 | 1   | 1 | 1  | 2  | -1 | 1   |

| 16. фебруар 1938. | Праг | Канада  | 3 : 2 | Немачка  |  | (1:1, 0:1, 1:0; 1:0)           |
|                   |      |         |       |          |  |                                |
| 17. фебруар 1938. | Праг | Немачка | 1 : 0 | Мађарска |  | (0:0, 1:0, 0:0)                |
|                   |      |         |       |          |  |                                |
| 18. фебруар 1938. | Праг | Канада  | 1 : 1 | Мађарска |  | (1:1, 0:0, 0:0; 0:0, 0:0, 0:0) |

## Утакмица за 5. место
| 19. фебруар 1938. | Праг | Шведска | 2 : 0 | Швајцарска |  | (1:0, 0:0, 1:0) |

## Полуфинале
| 19. фебруар 1938. | Праг | Канада       | 1 : 0 | Немачка          |  | (0:0, 0:0, 1:0) |
|                   |      |              |       |                  |  |                 |
| 19. фебруар 1938. | Праг | Чехословачка | 0 : 1 | Велика Британија |  | (0:0, 0:0, 0:1) |

## Утакмица за бронзану медаљу
| 20. фебруар 1938. | Праг | Чехословачка | 3 : 0 | Немачка |  | (1:0, 2:0, 0:0) |

## Утакмица за златну медаљу
| 20. фебруар 1938. | Праг | Канада | 3 : 1 | Велика Британија |  | (3:1, 0:0, 0:0) |

## Коначни пласман и признања

### Коначан пласман
Коначан пласман на светском првенству 1938. био је следећи:
|     | Канада           |
|     | Велика Британија |
|     | Чехословачка     |
| 4.  | Немачка          |
| 5.  | Шведска          |
| 6.  | Швајцарска       |
| 7.  | Мађарска         |
| 7.  | Пољска           |
| 7.  | Сједињене Државе |
| 10. | Аустрија         |
| 10. | Летонија         |
| 10. | Литванија        |
| 13. | Норвешка         |
| 13. | Румунија         |